# Anatolij Tiščenko
Anatolij Anatol'evič Tiščenko (in russo Анатолий Анатольевич Тищенко?; Taganrog, 18 luglio 1970) è un ex canoista sovietico, dal 1992 russo.
Ha vinto una medaglia di bronzo ad Atlanta 1996 nel K4 1000 m. Numerosi sono anche i titoli mondiali; si è ritirato dopo le Olimpiadi di Atene 2004.

## Palmarès
- Olimpiadi
  - Atlanta 1996: bronzo nel K4 1000 m.

- Mondiali
  - 1989: argento nel K2 500 m.
  - 1990: oro nel K2 500 m e argento nel K4 1000 m.
  - 1993: oro nel K4 500 m e bronzo nel K4 1000 m.
  - 1994: oro nel K4 200 m, K4 500 m e K4 1000 m.
  - 1995: oro nel K4 500 m e argento nel K4 200 m.
  - 1997: oro nel K4 200 m.
  - 1998: argento nel K2 200 m e bronzo nel K4 1000 m.
  - 1999: bronzo nel K4 200 m.
  - 2003: bronzo nel K4 500 m.